# Ольховая дицерка
Ольховая дицерка (лат. Dicerca alni) — вид жуков-златок. Личинки развиваются в мёртвой древесине, в первую очередь, в ольхе. Длина тела взрослых насекомых (имаго) 15—22 мм. Тело медно-красного, бронзово-зелёного или бронзово-чёрного цвета. Живут на ольхе, берёзе, лещине, липе, грецком орехе.
Этого жука легко спутать с Dicerca berolinensis.